# Ngô công thảo
Ngô công thảo, đôi khi có tên không chính thức là rong cúc (danh pháp: Egeria najas) là một loài thực vật có hoa trong họ Hydrocharitaceae. Loài này được Planch. mô tả khoa học đầu tiên năm 1849.